# ستيفاني بيرنير
ستيفاني بيرنير هي لاعبة اتحاد الرغبي كندية، ولدت في 25 يونيو 1988 في مدينة كيبك في كندا.